# Gaultheria
Genre
Classification phylogénétique
Synonymes
- Amphicalyx Blume
- Brossaea L.
- Brossea Kuntze
- Chiogenes Salisb. ex Torr.
- Diplycosia Blume
- × Gaulnettya Marchant
- × Gaulthettya Camp nom. illeg.
- Gautiera Raf.
- Glyciphylla Raf.
- Gualteria Scop.
- Hippomanica Molina
- Lasierpa Torr.
- Pernettya Gaudich.
- Pernettyopsis King & Gamble
- Phalerocarpus G.Don
- Shallonium Raf.
- Tepuia Camp[1]

Gaultheria est un genre de plante à fleurs de la famille des Ericaceae, Il contient de nombreuses espèces d'arbustes originaires d'Asie, d'Amérique et d'Australie. Certains auteurs y incluent d'autres genres comme Pernettya, le nombre d'espèces est donc fluctuant.
Plusieurs espèces sont utilisées comme arbustes ornementaux, particulièrement Gaultheria mucronata du sud du Chili et Gaultheria shallon (salal) du Pacifique nord-ouest et nord américain. La Gaultheria est cousine de la bruyère et des myrtilles.

## Origine du nom
« Le genre a été dédié par Linné à Jean-François Gaulthier (1708–1756), botaniste et médecin du roi à Québec, qui communiqua la plante à Linné par l'intermédiaire de Kalm. Contrairement à l'opinion courante au Canada, Gaulthier n'est nullement le découvreur du Gaultheria. La plante en effet avait été envoyée à Tournefort par Sarrazin assez tôt pour qu'elle figurât dans les Institutiones rei rerbariae (1700) sous le nom de Vitis Idaea Canadensis, Pyrolaea folio Sarrac »

— Frère Marie-Victorin, Flore laurentienne, 1935, p. 444.

## Espèces (non exhaustif)
- Gaultheria adenothrix
- Gaultheria antarctica
- Gaultheria antipoda
- Gaultheria caudata
- Gaultheria codonantha
- Gaultheria cumingiana
- Gaultheria cuneata
- Gaultheria depressa
- Gaultheria eriophylla
- Gaultheria forrestii
- Gaultheria fragrantissima
- Gaultheria hirtiflora
- Gaultheria hispida

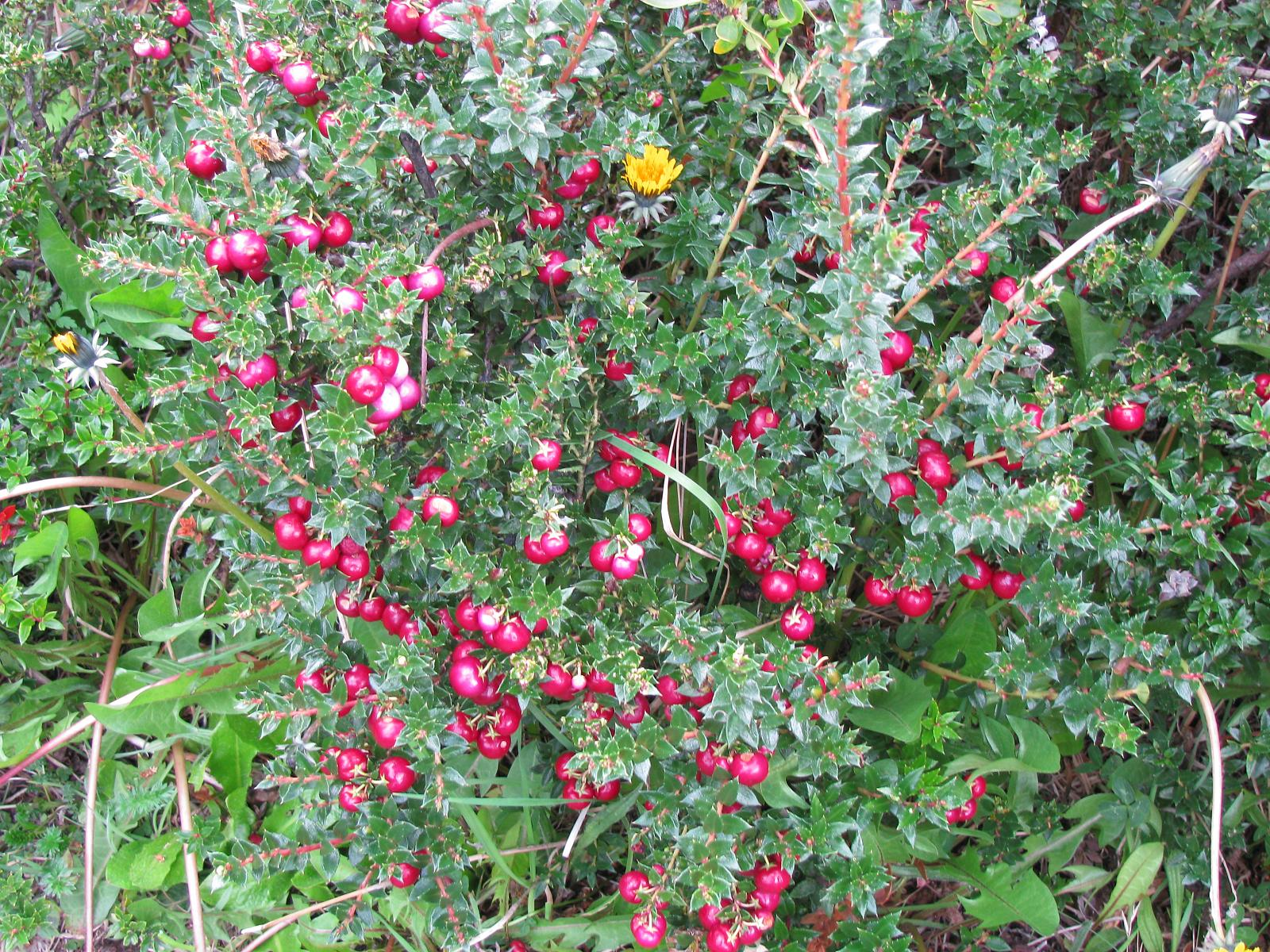
Gaultheria mucronata

- Gaultheria hispidula (L.) Muhl. ex Bigelow
- Gaultheria hookeri
- Gaultheria humifusa (Graham) Rydb.
- Gaultheria itoana
- Gaultheria lanceolata
- Gaultheria macrostigma
- Gaultheria miqueliana Takeda
- Gaultheria mucronata
- Gaultheria myrsinoides
- Gaultheria nummularioides
- Gaultheria oppositifolia
- Gaultheria ovatifolia Gray
- Gaultheria parvula
- Gaultheria phillyreifolia
- Gaultheria procumbens L.
- Gaultheria pumila
- Gaultheria pyroloides
- Gaultheria renjifoana Phil.
- Gaultheria rupestris
- Gaultheria semi-infera
- Gaultheria shallon Pursh
- Gaultheria sinensis
- Gaultheria stapfiana
- Gaultheria tasmanica
- Gaultheria tetramera
- Gaultheria thymifolia
- Gaultheria tricophylla
- Gaultheria veitchiana
- Gaultheria wardii
- Gaultheria yunnanensis